# Ильин, Александр Александрович (сноубордист)
Александр Ильи́н (род. 27 июля 1982, пос. Пушкинские Горы, Псковская обл., СССР) — российский сноубордист, выступающий в дисциплине фрирайд. Участник и призёр российских и международных соревнований по фрирайду.

## Биография
Родился 27 июля 1982 года. 

С 2011 года — участник российских соревнований по фрирайду. 

С 2012 года — участник отборочного тура Чемпионата Мира по фрирайду Freeride World Tour.

В 2013 году стал победителем соревнований Ukrainian Freeride Masters в рамках Freeride World Quailfier. 

В 2016 году стал победителем соревнований Khibiny Open Cup.

## Членство в командах
С 2012 года по настоящее время входит в российскую команду Jeremy Jones Snowboards.
С 2014 года по настоящее время входит в международный коллектив Jeremy Jones Snowboards.
С 2015 года по настоящее время — амбассадор горнолыжного курорта «Горки Город».
С 2013 года по настоящее время — спортсмен профессиональной команды Gorilla Energy.

С 2013 года по настоящее время представляет оптику Dragon Alliance.

С 2014 года по 2015 год — посол марки Volkswagen Коммерческие автомобили.

С 2014 года по 2015 год — представитель норвежской фирмы горнолыжной одежды Bergans .

С 2011 года по 2014 год — представитель финской фирмы горнолыжной одежды Halti.

С 2010 года по 2013 год представлял оптику фирмы Julbo.

## Результаты
| Место | Год  | Событие                                          | Название этапа               | Страна    | Рейтинг этапа |
| ----- | ---- | ------------------------------------------------ | ---------------------------- | --------- | ------------- |
| 1     | 2016 | XII Открытый Кубок Хибин по фрирайду             | Khibiny Open Cup             | Россия    |               |
| 3     | 2016 | Открытые фрирайд-соревнования курорта Роза Хутор | Rosa Khutor Freeride Contest | Россия    |               |
| 1     | 2013 | Freeride World Qualifier                         | Ukrainian Freeride Masters   | Украина   | 2*            |
| 2     | 2013 | Freeride World Qualifier                         | Verbier Freeride Week        | Швейцария | 2*            |

## Прочее
В 2015 году совершил восхождение на Эльбрус, 5642 м.
В 2014 году совершил восхождение на Монблан, 4810 м.
В 2016 году принял участие в съемках нового фильма проекта Ride The Planet «RideThePlanet: APRIL»